# Nicéphore Xiphias
Nicéphore Xiphias (grec : Νικηφόρος Ξιφίας, littéralement porteur de victoire par l'épée) est un général byzantin, actif lors du règne de Basile II. Il joue un rôle important dans la conquête du Premier Empire bulgare par l'Empire byzantin, notamment en raison de son action décisive durant la bataille de la Passe de Kleidion en 1014. En 1022, il dirige une rébellion infructueuse contre Basile II, ce qui conduit à sa disgrâce et à son exil. La dernière mention qui est faite de lui remonte à 1028, quand il se retire dans un monastère.

## Origine
Nicéphore Xiphias est probablement né autour ou avant 980. Il est fort probable qu'il soit le fils d'Alexis Xiphias qui sert comme catépan d'Italie entre 1006 et 1008. Peu de membres de la famille Xiphias sont connus et son origine est discutée mais il est probable qu'elle vienne d'Asie Mineure, comme beaucoup des autres familles prestigieuses de l'aristocratie militaire de l'époque.

## Guerre contre les Bulgares

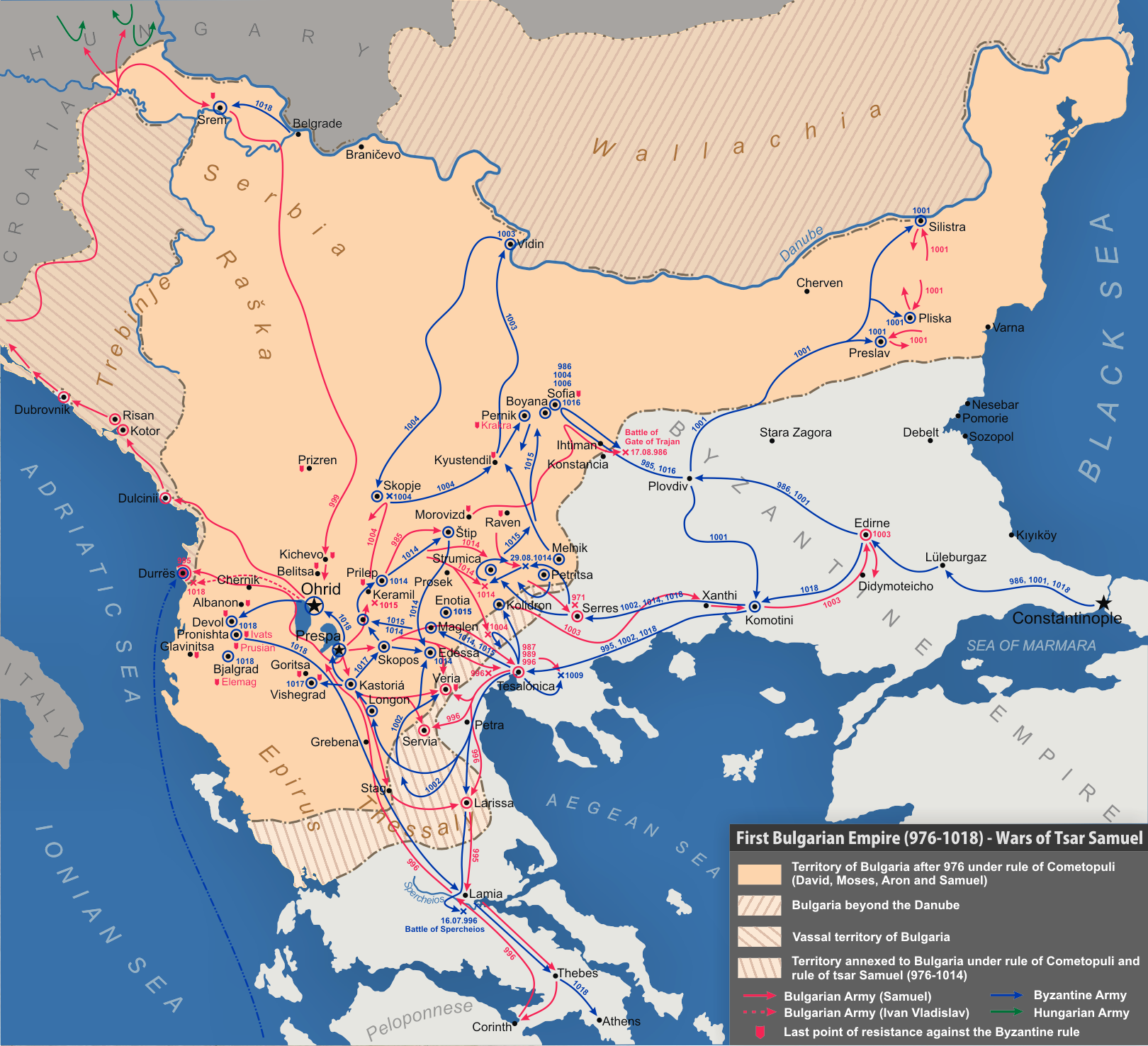
Premier empire bulgare (976-1018)

La première mention de Nicéphore Xiphias comme participant aux guerres contre les Bulgares de Basile II dépend des sources (entre 999 et 1002). À ce moment, il est protospathaire et aux côtés du patrice Théodorokanos, il dirige une campagne qui s'aventure profondément dans le territoire bulgare. Partant de Mosynopolis, les deux généraux traversent les montagnes balkaniques et capturent les vieilles capitales bulgares de Pliska et de la Grande Preslav. Par la suite, ils pillent la Dobroudja et laissent plusieurs garnisons derrière eux avant de revenir à leur base. À cette époque, il est difficile de savoir si Nicéphore Xiphias est déjà stratège de Philippoupoli où s'il est nommé à ce poste après la fin de cette campagne fructueuse, comme le rapporte Jean Skylitzès. Quant à Théodorokanos qui a détenu ce poste, il se retire en raison de son âge avancé.
Par la suite, Nicéphore Xiphias est mentionné au moment de la bataille de la Passe de Kleidion en 1014. À ce moment, Basile II tente de forcer le passage à travers la passe dite de Kleidion, que les Bulgares dirigés par Samuel ont puissamment fortifiée. Xiphias suggère alors à l'empereur de contourner les positions bulgares pour les frapper par l'arrière. L'empereur accepte et Xiphias conduit un détachement d'infanterie sur le mont Belasica. Le 29 juillet 1014, il fait charger ses troupes sur les Bulgares qui, surpris, cèdent à la panique et se débandent. Cette victoire est l'une des plus décisives de la guerre contre les Bulgares. De ce fait, Nicéphore Xiphias est récompensé et promu au rang de patrice. Au début de l'année 1015, Xiphias soumet la région d'Almopia qui s'est rebellée contre l'autorité impériale. Il mène ensuite une campagne depuis Mosynopolis jusqu'à la région de Triaditza (l'actuelle Sofia) en pillant les environs et en prenant le fort de Boyana. Finalement, lors de la dernière année de la campagne contre les Bulgares en 1018, il part de Kastoria pour soumettre les dernières forteresses bulgares de la région de Sérvia.

## Conspiration et exil
En dépit de ces succès, Nicéphore Xiphias se brouille avec Basile II vers 1021-1022. À cette date, il est en poste à Césarée comme stratège du thème des Anatoliques mais il n'est pas autorisé à accompagner l'empereur dans sa campagne contre le royaume de Géorgie. Xiphias décide alors de s'allier contre l'empereur avec Nicéphore Phocas Barytrachelos (Nicéphore dit au « col-tors »), dont le père s'est révolté durant les premières années du règne de Basile. Les deux hommes planifient de tuer Basile et que l'un d'entre eux le remplace sur le trône. Si le nom du successeur n'est pas décidé, c'est principalement Phocas et ses soutiens qui donnent de l'importance à cette conspiration. Celle-ci est apparemment connue et soutenue par le roi Georges Ier de Géorgie, qui espère qu'elle puisse contraindre Basile à abandonner l'invasion de son royaume. Néanmoins, quand l'empereur apprend l'existence du complot, il ne se replie pas. Il décide d'envoyer des lettres séparément aux deux instigateurs de la rébellion, pour instiller une méfiance entre eux. Ce plan porte rapidement ses fruits car le 15 août 1022, Xiphias assassine Phocas. Les soutiens de celui-ci se dispersent et la rébellion naissante s'effondre. Dès lors, Xiphias est contraint de se rendre à Théophylacte Dalassène envoyé par Basile et qui devient le nouveau stratège des Anatoliques,.
Ramené à Constantinople, Xiphias est tonsuré puis banni sur Antigone, l'une des îles des Princes. À la suite de son retour dans la capitale après sa campagne géorgienne, Basile II emprisonne la plupart des co-conspirateurs et saisit leurs biens. Le patrice Phersès l'Ibère est exécuté tandis que deux chambellans impériaux sont aussi tués dont un de la main même de l'empereur. 
Selon l'historien contemporain Yahyā d'Antioche, les conspirateurs sont libérés par Constantin VIII qui succède à Basile II en 1025. Toutefois, Xiphias reste exilé jusqu'en 1028, date à laquelle l'empereur Romain III Argyre le libère. Toutefois, Xiphias est alors âgé et fatigué et se retire rapidement au monastère du Stoudion, ce qui constitue le dernier événement connu de son existence.

## Source
- Louis Bréhier, Vie et mort de Byzance, éditions Hatier, 2006.
- Edward Luttwak, La grande stratégie de l'Empire byzantin, éditions Odile Jacob, 2010.
- Jean-Claude Cheynet, Pouvoirs et contestations à Byzance (963-1210), Paris, Presses de la Sorbonne, 1990, 523 p. (ISBN 978-2-85944-168-5, lire en ligne)
- Alexis Savvides, « Προσωπογραφικό σημείωμα για τον Βυζαντινό στρατηλάτη Νικηφόρο Ξιφία », Βυζαντινή προσωπογραφία, τοπική ιστορία και βυζαντινοτουρκικές σχέσεις, Κριτική Ιστορική Βιβλιοθήκη,‎ 1994 (ISBN 960-218-089-7)